# Culicoides oklahomensis
Culicoides oklahomensis är en tvåvingeart som beskrevs av Khalaf 1952. Culicoides oklahomensis ingår i släktet Culicoides och familjen svidknott. Inga underarter finns listade i Catalogue of Life.